# 佐竹西家
佐竹西家は、清和源氏佐竹氏の分流にあたる武家・士族・華族だった家。常陸守護佐竹義篤の庶長子義躬を祖とし、当初は小場氏を称したが、後に佐竹に復姓して佐竹西家と呼ばれた。江戸時代には出羽国久保田藩の一門家臣、維新後には士族を経て華族の男爵家に列した。

## 歴史
常陸守護佐竹義篤の庶長子義躬を祖とする。当初は小場氏を称した。関ケ原の合戦で西軍に付いた佐竹氏が常陸から出羽国久保田藩（秋田藩）に減転封された後には大館領主となった。義房の代に佐竹に復姓し、藩内では佐竹西家と呼ばれた。
佐竹義遵の代に明治維新を迎え、戊辰戦争では藩主の代理として藩の兵事を司り、後に秋田藩常備兵大隊長、大蔵省主任となった。維新後当初は士族であり、西家には、南家や東家の場合のような本家筋の佐竹侯爵家による授爵請願運動が確認できないが、西家についても行われていた可能性が高いと思われる。
明治33年5月5日付けの宮内省当局側審査書類によれば、維新の勲功ある旧藩主一門や旧万石以上陪臣家の国司直行、清水資治、島津久明、伊賀氏広、斯波蕃、佐竹義尚、佐竹義雄、細川忠穀の叙爵が審議された際に義遵についても一緒に審議され、同月8日に義遵の維新の功をもって華族に取り立てることが明治天皇より裁可され、その翌日には男爵位が与えられた。
4代男爵佐竹義履の代の昭和前期に東京市世田谷区代田に住居があった。

## 歴代当主
1. 小場義躬
2. 小場惟義
3. 小場義信
4. 小場義実
5. 小場義忠
6. 小場義宗
7. 小場義成
8. 小場義易
9. 佐竹義房
10. 佐竹義武
11. 佐竹義方
12. 佐竹義村
13. 佐竹義休
14. 佐竹義種
15. 佐竹義幹
16. 佐竹義茂
17. 佐竹義遵
18. 佐竹正一
19. 佐竹義度
20. 佐竹義履
21. 佐竹義信